# Abdalajís-alagút
Az Abdalajís-alagút egy 28 km hosszú, kétcsöves, kétvágányú vasúti alagút Spanyolországban a Córdoba–Málaga nagysebességű vasútvonalon a Cordillera Penibética hegység alatt.
A 8970 méteres hosszával ez a második leghosszabb működő vasúti alagút (a Guadarrama-alagút után) Spanyolországban. A 2009-es befejezése lehetővé tette, hogy a nagysebességű vonatok nagyjából két óra 20 perc alatt közlekedjenek Madrid és Málaga városok között.
Az Abdalajís-alagút feltárása 2003 novemberében kezdődött. Az építkezés kezdetben gyorsan haladt, de a metángáz, a geológiai instabilitás és a vízbetörés miatt többször leállt. Az építkezés ellentmondásos volt, részben a víztartó rétegre gyakorolt hatása és a helyi vízellátás megzavarása miatt. A munkálatok 2006 elején áttörésig folytak; három évvel később az Abdalajís-alagutat először nyitották meg a forgalom előtt. Az alagút és a környező geológia állapotának figyelemmel kísérése az alagút üzemeltetése során is folytatódott, az alagút állapotát biztosító rutinellenőrzésekkel.

## Építése
A 2000-es években Spanyolország jelentős mértékben bővítette az AVE nagysebességű vasúthálózatát annak a tervnek a részeként, hogy minden nagyobb város négy órán belül elérhető legyen Madridtól. Az egyik ilyen újonnan épített vasútvonal a Córdoba-Málaga nagysebességű vasútvonal volt, amely Córdoba, Madrid, Sevilla és Malaga nagyvárosait kötötte össze. A különböző mélyépítési munkálatok, köztük számos viadukt és alagút közül talán a 8970 méter hosszú Abdalajis-alagút a legjelentősebb elem. Ez részben a helyi geológiai viszonyoknak volt köszönhető, amely különböző anyagokból áll, többek között agyagból, anhidritből, karsztból, amelyek az alagútépítés szempontjából kedvezőtlen heterogén mechanikai viselkedést mutattak. Így felismerték, hogy többféle megoldást kell alkalmazni az építés során, beleértve a megerősítő gyűrűk használatát a kísérő vízszigetelő funkciókkal együtt, 1100 m hosszban, minden egyes csőben.
2001 folyamán a Gestor de Infraestructuras Ferroviarias (GiF) állami tulajdonú vasúti infrastruktúra-szervezet külön-külön építési szerződéseket ítélt oda az Abdalajís-alagút mindkét ikerfúrására: A keleti alagutat a Dragados vezette Ute Abdalajis konzorciumnak, míg a nyugati alagutat a Sacyr és a Somague-Engenharia alkotta Ute Abdalajis Oueste konzorciumnak ítélte oda. Mindkét konzorcium osztozott a főportál helyén, és közel azonos, kettős pajzsú alagútfúró gépeket (TBM) használtak a földmunkák nagy részének elvégzésére. A személyre szabott, kettős pajzsú TBM-megoldás alkalmazása állítólag azért volt indokolt, mert nagyobb termelési sebességet és jobb irányíthatóságot vártak, különösen gyenge talajrétegeken való áthaladáskor. 2003 novemberében megkezdődött a keleti fúrás.
Az első 1590 méteren viszonylag gyorsan haladtak előre, és alkalmanként 34 métert tettek meg egyetlen nap alatt. A feltárás középső szakaszában azonban számos nehézségbe ütköztek, többek között olyan veszélyes gázok, mint a metán behatolásába, amelyek miatt a fúrást teljesen le kellett állítani, amíg a robbanásveszély eloszlatása érdekében az alagutat kiszellőztették. A további incidensek elkerülése érdekében a helyszínen a szellőzőrendszeren módosításokat végeztek, hogy gyorsabban eltávolítsák a felesleges gázokat. További fennakadást okozott egy föld alatti omlás, amelyet a környező kőzet destabilizálódása okozott. Ezek az események negatívan befolyásolták az alagút termelési ütemét, de nem okoztak hosszabb fennakadást a folyamatban.
Az Abdalajís-alagút építése során jelentős kritikák és viták tárgyát képezte, és számos tüntetést tartottak a környezeti hatásai miatt. Az alagút építése során jelentős mennyiségű víz szivárgott be az alagútba, olyannyira, hogy a helyi források kiszáradtak, és a vízellátás több napig szünetelt.  Az Environmental Geology című folyóirat szerint a fúrási tevékenység érintkezett egy földalatti víztartó réteggel, ami után az alagút befejezése előtt helyreállítási intézkedéseket léptettek életbe; a természetes egyensúly az előrejelzések szerint helyreáll, ahogy az idővel a csapadékkal feltöltődik.
2006 januárjában bejelentették, hogy a keleti fúrásnál áttörés történt, ami az alagút építésének kulcsfontosságú mérföldköve. Két és fél hónappal később az Abdalajís-alagút nyugati fúrásában is áttörést értek el, majd megkezdődött a szerelési szakasz. Egy speciális vízelvezetési megoldást alkalmaztak, az úgynevezett többszörös mérő és vízelvezető készüléket (MMDD), amely méri az alagút burkolatának hidrosztatikai terhelését és a vízelvezető rendszerből származó áramlási változásokat. Az alagútfalak épségének bizonyítására áteresztőképességi vizsgálatokat végeztek.

## Forgalom
Bár a RENFE 102 sorozatú nagysebességű vonataira jellemzően nem vonatkozik sebességkorlátozás az alagutakon való áthaladás során, és az Abdalajís alagút 6900 méteres ívsugara elméletileg képes a 392 km/h sebességgel közlekedő vonatokat billenő technológia nélkül is biztonságosan kiszolgálni, a vonatok sebessége mégis 300 km/h-ról 160 km/h-ra csökken az Abdalajís és a Gobantes alagutakba való belépés előtt. Miután a Málaga felé tartó vonatok áthaladtak ezen a két alagúton, az Espinazo és a Jévar viadukton, valamint a rövidebb Álora, El Espartal, Tevilla, Gibralmora és Cártama alagutakon keresztül ismét 300 km/h-ra gyorsulnak.
Az Abdalajís-alagút geológiai megfigyelése 2200 egyedi helyszíni érzékelő segítségével a megnyitást követően még számos éven át folytatódott. 2018 márciusában bejelentették, hogy az ADIF az alagút stabilitásával kapcsolatban felmerült aggályok miatt szakértői segítséget kért az alagút teljes hosszának felméréséhez és elemzéséhez; úgy vélik, hogy rendszeres ellenőrzésekre is szükség lesz.